# Metallibure
Metallibure (INN) (tên thương hiệu Aimax, Suisyn sync, Turisyn sync; tên mã phát triển trước đây ICI-33828, AY-61122, NSC-69536), còn được gọi là methallibure (USAN, BAN) hoặc methallibur (tiếng Đức) được giới thiệu vào năm 1973 và đã được sử dụng trong thú y để đồng bộ động dục. Nó được rút trong nước Mỹ và châu Âu do gây quái thai và đã được thay thế bằng altrenogest (Regumate, Matrix), một progestin.
Cơ chế hoạt động chính xác của metallicibure vẫn chưa được biết. Nó đã được mô tả như là một " antigonadotropin không steroid " và nó dường như hoạt động trực tiếp trên tuyến yên và/hoặc vùng dưới đồi để ức chế tiết gonadotropin.  Tuy nhiên, metallicibure cũng đã được báo cáo là một chất chống đông máu và hoạt động đặc biệt thông qua sự ức chế sinh tổng hợp hoặc bài tiết progesterone.
Metallibure có tác dụng nội tiết tương tự ở phụ nữ. Nó được kết hợp với một số khó chịu tác dụng phụ bao gồm chán ăn, buồn nôn, thỉnh thoảng nôn, thờ ơ, và buồn ngủ.  Các nghiên cứu độc tính trên động vật tiết lộ rằng loại thuốc này gây ra sự phát triển của đục thủy tinh thể và điều này dẫn đến việc chấm dứt sự phát triển lâm sàng của nó.